# پناهگاه سنگی گر ارجنه
پناهگاه سنگی گرارجنه مربوط به دوران پیش از تاریخ ایران باستان است و در خرم‌آباد، گلدشت شرقی، بیمارستان تأمین اجتماعی واقع شده و این اثر در تاریخ ۲۲ مرداد ۱۳۸۴ با شمارهٔ ثبت ۱۳۱۱۷ به‌عنوان یکی از آثار ملی ایران به ثبت رسیده‌است.